# Madison Lintz
Madison Porter Lintz (Alpharetta, Geórgia, 11 de maio de 1999) é uma atriz norte-americana que ficou conhecida ao interpretar Sophia Peletier na série de TV pós-apocalíptica da AMC, The Walking Dead e como Maddie Bosch na série da Amazon, Bosch.

## Carreira
Madison Lintz começou a atuar aos seis anos de idade, gravando comerciais de TV.
Lintz atuou no papel de Sophia Peletier nas duas primeiras temporadas da série pós-apocalíptica da AMC, The Walking Dead. Ela também fez aparições nas séries de TV, Nashville e It's Supernatural.
Ela apareceu no filme independente de 2011 Newbourne County, e dois filmes em 2012, Parental Guidance, e After.

## Vida pessoal
A mãe de Lintz e seus três irmãos também são atores. Lintz atualmente vive com a família em Alpharetta, Geórgia, na qual estuda em casa.

## Filmografia

### Filmes
| Ano  | Título            | Papel       | Notas |
| ---- | ----------------- | ----------- | ----- |
| 2012 | After             | Ana (Jovem) |       |
| 2012 | Parental Guidance | Ashley      |       |
| 2018 | Tell Me Your Name | Hannah      |       |

### Televisão
| Ano       | Título            | Papel           | Notas                                                                                     |
| --------- | ----------------- | --------------- | ----------------------------------------------------------------------------------------- |
| 2010-2012 | The Walking Dead  | Sophia Peletier | Temporadas 1 e 2 (papel recorrente; 8 episódios)                                          |
| 2011      | It's Supernatural | Natalia         |                                                                                           |
| 2012      | Nashville         | Dana Butler     |                                                                                           |
| 2012      | American Judy     | Annie           | Filme para TV                                                                             |
| 2015-2021 | Bosch             | Maddie Bosch    | Temporadas 1 (Papel recorrente; 6 episódios) 2-3-4presente ( papel regular ; 20 episodio) |